# 科長神社
科長神社（しながじんじゃ）は、大阪府南河内郡太子町にある神社である。式内社で、旧社格は郷社。

## 祭神
風の神である級長津彦命・級長津姫命を主祭神とし、以下の神を配祀・合祀する。
- 配祀 -- 素盞嗚命・品陀別命・建御名方命・武甕槌命・経津主命・天児屋根命・天照大神
- 合祀 -- 天御柱国御柱大神・天児屋根命・品陀別命・八坂大神・道祖大神・保食神・菅原道真・市杵島姫命・天照大神

## 歴史
創建の由緒は不詳である。元は二上山上に鎮座し、二上権現と称していた。延喜式神名帳には「河内国石川郡 科長神社」と記載され、小社に列している。暦仁元年（1238年）に現在地に遷座した。現在地には元々恵比須神社（一名 土祖神社）があり、科長神社が当地に遷座するに当たりその末社とされたと伝える。
江戸時代までは八社大明神と称していた。『式内社調査報告』では「藤原頼孝が二上権現を現在地に遷座させた時に藤原氏の祖神である春日神を勧請・合祀し、科長神社の旧名を抑えて八社大明神と称したのであろう」としている。
また、当地は神功皇后誕生の地という伝承もあり、社宝に神功皇后所用と伝える雛形の兜がある。『式内社調査報告』では「科長→磯長→息長と転じ、息長氏の出である神功皇后の誕生地伝説が生まれたのではないか」と記している。
明治5年4月1日に郷社に列格し、明治40年1月28日、神饌幣帛供進社に指定された。明治40年、近隣の科長岡神社・素盞嗚神社を合祀した。

## 施設
境内社として二上神社・恵比須神社・琴平神社・稲荷神社がある。
一帯はかつて蘇我倉山田石川麻呂の本貫地で、社頭には小野妹子の墳墓があり、近くには孝徳天皇陵・推古天皇陵がある。また、太子町内の叡福寺には磯長陵 （しながりょう、聖徳太子廟所、叡福寺北古墳）がある。